# Carnevale romano (ouverture)
Il Carnevale romano (Le Carnaval romain) è un'ouverture di Hector Berlioz. Composta nel 1844, costituisce l'op. 9 del catalogo.
È scritta per grande orchestra sinfonica nella tonalità di La maggiore ed ha una parte solistica affidata al corno inglese.
Si tratta di una ouverture scritta come pezzo da concerto, anche se alcuni temi dell'ouverture sono tratti dall'opera Benvenuto Cellini, composta nel 1838. I temi dell'opera usati nell'ouverture sono quelli relativi alle scene del carnevale romano da cui l'ouverture prende il titolo.